# NGC 161
NGC 161 (ook wel PGC 2131, MCG -1-2-36 of NPM1G -03.0032) is een elliptisch sterrenstelsel in het sterrenbeeld Walvis.
NGC 161 werd op 21 november 1886 ontdekt door de Amerikaanse astronoom Lewis A. Swift.